# Phyllonorycter chrysella
Phyllonorycter chrysella is een vlinder uit de familie mineermotten (Gracillariidae). De wetenschappelijke naam is voor het eerst geldig gepubliceerd in 1885 door Constant.
De soort komt voor in Europa.